# Ottlik M. Laura
Ottlik M. Laura (Budapest, 20. század –) magyar balettművész.

## Életpályája
1987-től a Magyar Táncművészeti Főiskola hallgatója volt. 1996-tól 1998-ig a Magyar Fesztivál Balett szólótáncosa. 1998 és 2002 között szabadfoglalkozású művész. 2002 óta a Budapesti Operettszínház tagja, 2005-től mint címzetes magántáncos.

## Nevezetes alakításai
- Carl Orff- Markó Iván: A nap szerettei... Szerelmes pár (szólótánc)[forrás?]
- Richard Wagner- Markó Iván: Trisztán és Izolda... Izolda (szólótánc)[2]
- Maurice Ravel- Markó Iván: Bolero... Vágy (szólótánc)[forrás?]
- Markó Iván: A dzsungel... Madár pas de deux (szólótánc)[3]
- Steve Coleman, Meredith Monk- Markó Iván: A kékszakállú két arca... A szerető (szólótánc)[4]
- Lehár Ferenc- Halasi Imre- Hidas Hedvig: A mosoly országa (szólótánc)[forrás?]
- Lehár Ferenc- Szinetár Miklós- Pető László: A víg özvegy (szólótánc)[forrás?]
- Lehár Ferenc- Béres Attila- Bodor Johanna: A víg özvegy- Vilja-dal (szólótánc)[5]
- Kálmán Imre- Kerényi Miklós Gábor- Lőcsei Jenő: Marica grófnő (szólótánc)[6] [7][8]
- Lehár Ferenc - Szabó Máté - Lőcsei Jenő - A víg özvegy, (szólótánc).[9]
- Kacsóh Pongrác - Bozsik Yvette - János Vitéz, (szólótánc). [10][11][12][13]
- Dubrovay László - Vincze Balázs - A képfaragó, Múzsa, Model (szólótánc).[14][15][16][17][18][19][20][21][22]
- Kálmán Imre - Bozsik Yvette - Marica grófnő, (szólótánc). [23][24]

- Lehár Ferenc - Stephen Medcalf - Bajári Levente - A mosoly országa, (szólótánc). [26][27]
- Felix Mendelsshon-Bartholdy - Zachár Loránd -  A-dúr Olasz szimfónia, Királynő (szólótánc). [28][29][30][31][32]

Ez idő alatt szerepel még: 
A Csárdáskirálynőben, Menyasszonytáncban, A  Rómeó és Júliában, Szentivánéji álomban, Elisabethben, Rudolfban, Szép nyári napban, Egy éj velencében-ben, Sybillben, A Bajadérban, Szerdán tavasz leszben, Mágnás Miskában, Ördögölő Józsiásban, Isten pénzében, A Szépség és a Szörnyetegben, Szerdán tavasz leszben, Hegedűs a háztetőnben, Kékszakállban, Rebeccában, Kánkánban.   

## Díjai, elismerései
2019. augusztus 20-án megkapta a Magyar Ezüst Érdemkereszt polgári tagozat kitüntetést.